# Troglophilus lazaropolensis
Troglophilus lazaropolensis är en insektsart som beskrevs av Karaman, Z. 1958. Troglophilus lazaropolensis ingår i släktet Troglophilus och familjen grottvårtbitare. Inga underarter finns listade i Catalogue of Life.